# Tony Farmer (baloncestista de 1994)
Tony Farmer (Cleveland, Ohio, 24 de marzo de 1994) es un baloncestista profesional estadounidense que mide 1,98 metros y juega en la posición de alero. Actualmente es parte de la plantilla de Piratas de Los Lagos de la Liga BásquetPro de Ecuador.

## Trayectoria
Farmer asistió a la Garfield Heights High School de Cleveland, donde jugó para los Bulldogs, el equipo de baloncesto de la institución. Fue considerado uno de los 100 mejores jugadores de su generación, por lo que recibió numerosas ofertas de universidades de la División I de la NCAA para integrarse a sus equipos. Sin embargo en mayo de 2012 su novia lo denunció por violencia de género, robo y secuestro, por lo que en agosto fue llevado a juicio y condenado a tres años de prisión.
Al ser liberado en junio de 2015 intentó ingresar al Lincoln College de Lincoln, Illinois, pero fue rechazado por sus antecedentes penales. En consecuencia se unió al Lee College de Baytown, Texas, donde jugó durante dos temporadas en la NJCAA con los Lee College Runnin' Rebels. Tras no recibir ofertas de la NCAA, optó por empezar a jugar profesionalmente. 
Su primera oportunidad llegó en 2018 gracias al Yakima Sun Kings de la North America Premier Basketball, donde se convirtió en un favorito de los aficionados.
En noviembre de 2019 acordó con el Al-Rayyan Sports Club de Catar, donde jugaría 16 partidos. 
Farmer llegó a Latinoamérica en 2020. El primer equipo para el que jugó fueron los Halcones de Ciudad Obregón del CIBACOPA. Posteriormente -tras actuar con los Raleigh Firebirds en la temporada 2020 de The Basketball League- pasaría por Pichincha de la Liga Boliviana de Básquetbol, Riachuelo de la Liga Nacional de Básquet de Argentina, nuevamente los Halcones de Ciudad Obregón del CIBACOPA, Correcaminos UAT Victoria de la Liga Nacional de Baloncesto Profesional de México y Punto Rojo LR de Ecuador de la Liga Sudamericana de Básquetbol.
En abril de 2023, luego de haber jugado por varios meses en Baréin, Farmer regresó a los Halcones de Ciudad Obregón para disputar su tercera temporada del CIBACOPA. Luego de ello jugó en la Liga BásquetPro de Ecuador, donde se consagró campeón con los Leones de Riobamba.
Regresó a Asia, pasando por el Al-Salam de Arabia Saudita y el Manama de Baréin, antes de fichar a fines diciembre de 2023 con el Al Nawaeer Hama de Siria.
En 2024 jugó para equipos de México, República Dominicana y Paraguay, retornando una vez más a fin de año a Medio Oriente pero esta vez como fichaje del Beirut Club de la Liga Libanesa de Baloncesto.
En febrero de 2025 fue anunciado como jugador extranjero de los Marinos de Oriente para la temporada 2025 de la Superliga Profesional de Baloncesto de Venezuela.